# تیزشاخ آفریقایی
تیزشاخ آفریقایی (نام علمی: Oryx dammah) نام یک گونه از سرده تیزشاخ است که در گذشته در سراسر شمال آفریقا زندگی می‌کرد اما اکنون نسل آن در حیات وحش منقرض شده اما تعدادی زیادی از آن در اسارت نگهداری می‌شود. دلیل انقراض این حیوان تغییرات آب‌وهوایی که باعث خشکی شمال آفریقا شده و شکار گسترده برای گوشت و شاخ این حیوان بوده است. انقراض این حیوان در سال ۱۹۹۹ تأیید شد و آخرین بازمانده‌های آن در چاد و نیجر زندگی می‌کردند.
این جانور سفیدرنگ است اما سینه اش رنگ قرمز-قهوه‌ای دارد. بزغاله‌ها در هنگام تولد زرد رنگ اند و رنگ آن‌ها ۳–۱۲ ماه پس از تولد تغییر می‌کند.
گلهٔ تیزشاخ آفریقایی از ۷۰ عضو نر و ماده یا بیشتر تشکیل می‌شود که معمولاً نر بزرگ‌تر ریاست آن را برعهده دارد.
آن‌ها به دلیل نیاز کمشان به آب در نواحی بیابانی و صحراهایی با پوشش اندک و به‌طور کلی در مکان‌هایی زندگی می‌کنند که درای دمای بالایی است. این جانور از برگ درختان، علف، گیاهان آبدار و قسمت‌های دیگر گیاهان تغذیه می‌کند. او تغذیه اش را در شب یا صبح زود انجام می‌دهد. بزغاله‌ها معمولاً بین ماه‌های آبان و اسفند به دنیا می‌آیند. دورهٔ بارداری در این جانور ۸ یا ۹ ماه به طول می‌انجامد و از هر تولد یک بزغاله به دنیا می‌آید.
تیزشاخ آفریقایی در گذشته در سراسر شمال آفریقا زندگی می‌کرد اما به دلیل شکار برای به دست آوردن شاخ‌هایش جمعیت آن به شدت کاهش یافت. اکنون این جانور در اسارت در مناطق حفاظت شدهٔ خاصی در تونس، مغرب و سنگال پرورش داده می‌شود. تیزشاخ آفریقایی در مصر باستان اهلی می‌شده و به عنوان غذا و نیز قربانی به درگاه خدایان استفاده می‌شده است.
بعضی از دانشمندان این احتمال را می‌دهند که تک شاخ افسانه‌ای از یک تیزشاخ آفریقایی که یک شاخش شکسته شده الهام گرفته شده است.